# Billy the Kid (serie televisiva)
Billy the Kid è una serie televisiva statunitense del 2022 creata da Michael Hirst.
La serie ha debuttato su MGM+ nell'aprile del 2022. In Italia la prima stagione è andata in onda su Paramount+ da settembre 2023.
A gennaio 2023 è stata rinnovata per una seconda stagione visibile su MGM+, accessibile tramite Prime Video o Mediaset Infinity.
A ottobre 2024 è stata rinnovata per la terza e ultima stagione.

## Trama
Le vicende narrate iniziano sin dalla giovane età del protagonista William H. Bonney, un ragazzino che insieme alla propria famiglia intraprende il viaggio verso le terre promesse dell'ovest a cercare maggiore fortuna. Le difficoltà sono parecchie durante il viaggio e anche giunti a destinazione. Il luogo della speranza di vita migliore presenta sin da subito ulteriori difficoltà e William cresce divenendo Billy.
La storia racconta dell'uomo, non solo del killer abile pistolero conosciuto come Billy The Kid.

## Episodi
| Stagione         | Episodi | Pubblicazione USA | Pubblicazione Italia |
| ---------------- | ------- | ----------------- | -------------------- |
| Prima stagione   | 8       | 2022              | 2022                 |
| Seconda stagione | 8       | 2023 - 2024       | 2024                 |

### Prima Stagione
| n° | Titolo originale           | Titolo italiano    | Prima TV originale | Prima TV in italiano |
| -- | -------------------------- | ------------------ | ------------------ | -------------------- |
| 1  | The Immigrants             | Gli immigrati      | 24 aprile 2022     | 15 settembre 2022    |
| 2  | The Rattler                | Il serpente        | 24 aprile 2022     | 15 settembre 2022    |
| 3  | Antrim                     | Antrim             | 24 aprile 2022     | 15 settembre 2022    |
| 4  | Interlude                  | Intermezzo         | 1 maggio 2022      | 15 settembre 2022    |
| 5  | The Little Bit of Paradise | Un po' di paradiso | 8 maggio 2022      | 15 settembre 2022    |
| 6  | Fate                       | Destino            | 15 maggio 2022     | 15 settembre 2022    |
| 7  | At the House               | A casa             | 22 maggio 2022     | 15 settembre 2022    |
| 8  | The rampage                | Il massacro        | 5 giugno 2022      | 15 settembre 2022    |

### Seconda Stagione
| n° | Titolo Originale       | Titolo Italiano             | Prima TV Originale | Prima TV Italia |
| -- | ---------------------- | --------------------------- | ------------------ | --------------- |
| 1  | The Road to Hell       | La strada per l'inferno     | 15 ottobre 2023    |                 |
| 2  | Sickness               | Malattia                    | 22 ottobre 2023    |                 |
| 3  | The Agony              | L'agonia                    | 29 ottobre 2023    |                 |
| 4  | The Day of the Dead    | Il giorno dei morti         | 5 novembre 2023    |                 |
| 5  | A Debt Collected       | Un debito riscosso          | 2 giugno 2024      |                 |
| 6  | The Plea               | La supplica                 | 2 giugno 2024      |                 |
| 7  | The Blood-Soaked Bible | La bibbia intrisa di sangue | 16 giugno 2024     |                 |
| 8  | An Invitation          | Un invito                   | 23 giugno 2024     |                 |

## Riconoscimenti
Leo Awards
- 2023 - Leo Awards
  - Miglior interpretazione maschile in una serie drammatica a Chad Rook (episodio The rampage)
  - Miglior fotografia in una seria drammatica a Ronald Paul Richard (episodio At The House)

## Accoglienza
L'aggregatore di recensioni Rotten Tomatoes ha riportato un punteggio di approvazione del 43% con una valutazione media di 5.9 su 10.